# جک کاردیف
جک کاردیف (به انگلیسی: Jack Cardiff)، فیلمبردار، بازیگر، عکاس و کارگردان سینمای هالیوود و برنده جایزه اسکار بهترین فیلمبرداری سال بود.

## زندگی‌نامه
متولد ۱۹۱۴ در نورفولک، کار سینما را در ۱۹۱۸ با بازی در فیلم‌ها آغاز می‌کند. در سال ۱۹۲۷ به عنوان دستیار فیلمبردار کارش را دنبال کرده تا اینکه در ۱۹۳۶ به مقام فیلمبردار حرفه‌ای دست می‌یابد. از ۱۹۴۰ به عنوان فیلمبردار فیلم‌های سینمایی فعالیت خود را گسترش داده و متخصص رنگ می‌گردد. سرانجام از ۱۹۵۸ به کارگردانی روی می‌آورد.
جک کاردیف یک بار در ۱۹۶۵ جای جان فورد را در کارگردانی فیلم کسیدی جوان می‌گیرد. او در ۱۹۴۷ اسکار بهترین فیلمبرداری رنگی را به خاطر فیلم «نرگس سیاه» به دست می‌آورد.
فیلم‌بردار آثار متعدد و برجسته‌ای چون «کنتس برهنه»، «سزار و کلئوپاترا»، «جنگ و صلح» و «وایکینگ‌ها»
وقتی که از پشت دوربین به کنار آمد، جهت حفظ موقعیت تازه‌اش به شیوه و فرم‌های مختلف فیلم‌سازی کرده‌است.

## فیلمشناسی

### در مقام فیلمبردار
- سزار و کلئوپاترا (۱۹۴۵)
- موضوع مرگ و زندگی (۱۹۴۶)
- نرگس سیاه (۱۹۴۷)
- کفش‌های قرمز (۱۹۴۸)
- رز سیاه (۱۹۵۰)
- ملکهٔ آفریقا(۱۹۵۱)
- کنتس پابرهنه (۱۹۵۴)
- جنگ و صلح (۱۹۵۶)
- کودک شجاع (۱۹۵۶)
- پرنس و دختر نمایش (۱۹۵۷)
- افسانهٔ گمشدگان (۱۹۵۷)
- وایکینگ‌ها (۱۹۵۸)
- فانی (۱۹۶۱)

### در مقام کارگردان
- قصد قتل (۱۹۵۸)
- زیر این مکان (۱۹۵۹)
- پسران و عشاق (۱۹۶۰)
- تعطیلات در اسپانیا (۱۹۶۰)
- گیشای من (۱۹۶۲)
- شیر (۱۹۶۲)
- کشتی‌های بلند (۱۹۶۴)
- کسیدی جوان (۱۹۶۵)
- مأمور تصفیه (۱۹۶۵)
- مزدوران (۱۹۶۷)
- دختری با موتورسیکلت (۱۹۶۸)
- پنی گلد (۱۹۷۳)
- تغییرات (۱۹۷۴)
- یک مرد یک زن یک بانک (۱۹۷۹)
- تیرگی خورشید